# 奧托梅萊拉76公釐艦炮
奧托梅萊拉76公釐艦炮（OTO Melara 76 mm，美國海軍命名為「76 mm/62 (3") Mark 75」），是義大利奥托梅莱拉（Oto Melara）公司設計製造，並被各國海軍廣泛使用的艦炮。

## 簡介
義大利在1950年代起開發中口徑快炮，本型炮為第二代版本，目前主要服役的型號研發始於1964年，研發初期因為第一代版本的高故障率，西方國家對這個計畫並不熱衷，但是在1966年以色列看上了該設計緊緻的潛力，裝設在當時自製的百噸級薩爾4型飛彈快艇上，因此不只訂購研發中的76快砲，還加入了研發團隊解決設計問題。以色列海軍在實裝測試後，找到並解決了100多項設計瑕疵，使火炮設計穩定耐用。
奧托梅萊拉76快砲的特色是重量輕、射速快、操作人力需求少。火炮為雙層架構，上層為火炮本體，下層為彈艙與炮手控制台，俯仰轉向以全電力驅動。76快砲的彈艙為直立的三組圓形彈莢，可攜帶共115發炮彈，設計上可以立即上彈開火的彈莢只有2組，最多80發。彈藥尺寸承襲了美規3吋炮用的76.2 x 636公釐一體式炮彈，降低西方盟國導入火炮時的彈藥後勤壓力。
76快砲使用了1960年代尚為先進技術的玻璃纖維強化塑膠砲塔殼，火炮採全自動進彈射擊，省略了炮塔內的炮組，操炮連接船艦射控雷達，可在戰情室由電腦解算射擊，甚至全自動操作，減少火炮尺寸之餘亦降低重量。最初與76快砲搭配的射控雷達是義大利製獵戶座射控雷達家族（RTX-10X、RTN-20X、RTN-30X），主要的使用者也包括以色列；荷蘭在開發WM-25射控系統時將76快砲整合入STIR射控雷達和CAS雷達，而後WM-25授權美國改良後，為MK-92射控系統。傳統火炮為了讓炮管承受高射速產生的熱量，因此增厚炮管，而炮管增厚勢必得強化炮架強度，強化轉向機構的動力，最終尺寸便難以縮小；奧托梅萊拉76快砲的解決方案是在炮管外裝設套筒，經由水冷散熱，因此標準型76快炮的最高射速可達每分鐘85發，1980年代推出的改良超快射擊型（Super Rapid）版本射速達每分鐘120發，測試時甚至曾有每分鐘139發的密集火力。
奧托梅萊拉76快砲在1970年代起取代美製MK 33艦炮，作為近距反飛彈、空防、打擊水面艦艇及岸轟支援等多元目標使用。由於在設計時已考慮小型艦艇安裝的要素，因此重量與後座力控制在護衛艦或是巡邏艇大小的小型艦艇可承受的範圍，76快炮因此成為西方世界船艦防空火炮的折衷選擇，在冷戰中期成為中小型艦艇廣泛配備的武裝，目前有53個國家的海軍使用。
2006年伊朗以逆向工程的方式仿造成功，於同年9月開始大量製造，命名“Fajr 27”。

## 中華民國海軍與奧托梅萊拉76公厘艦炮

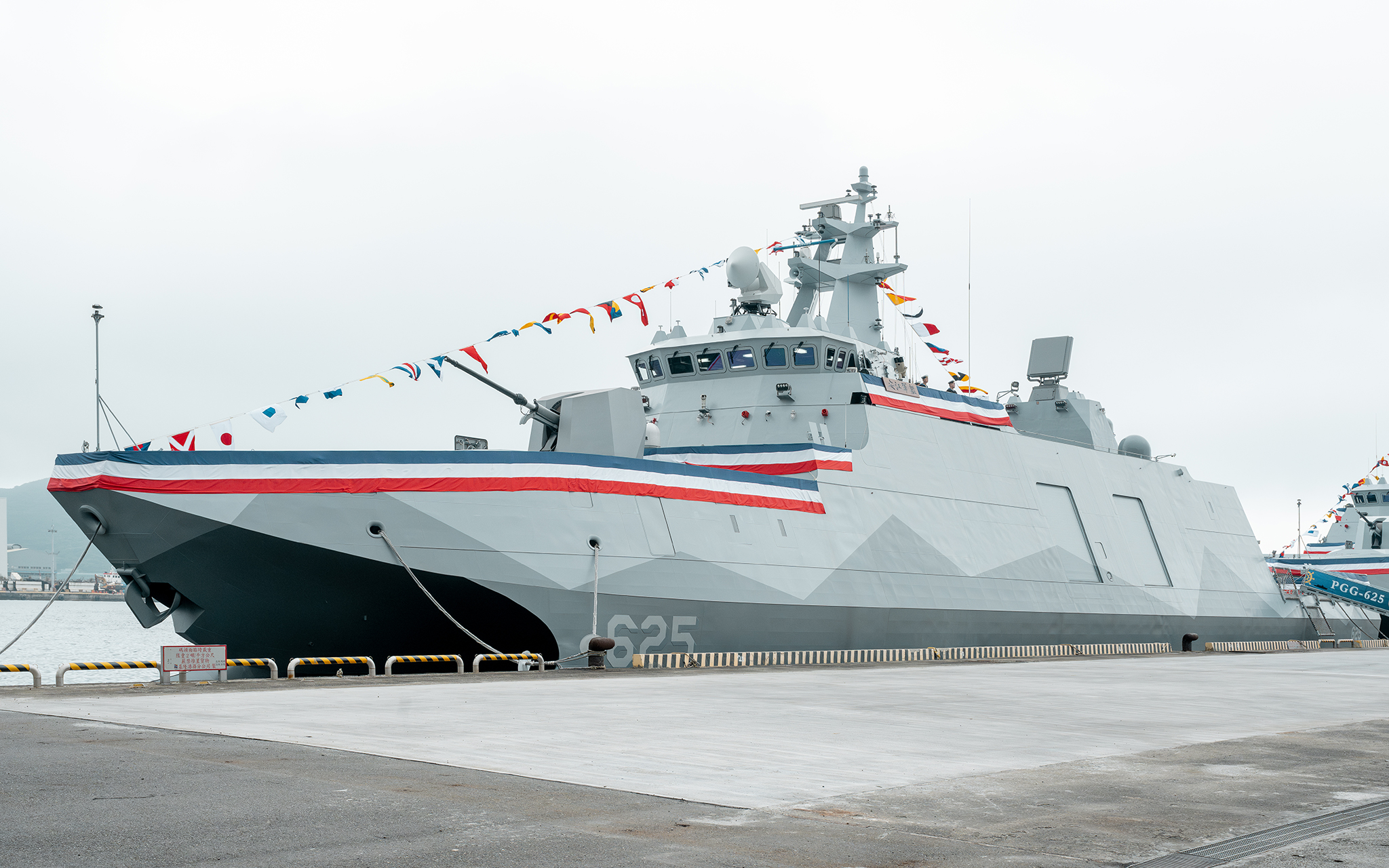
安江艦上中科院自行設計的砲塔

中華民國海軍自1970年代的龍江級巡邏艇和陽字號驅逐艦的武進一升級案便開始使用76快砲，現今已成為海軍最常見的艦砲。
2010年代海軍開始為76快砲換裝匿蹤砲塔，除了在本國軍艦上使用原廠的匿蹤砲塔之外，也使用國家中山科學研究院自行設計的匿蹤砲塔。
成功級巡防艦和康定級巡防艦等艦艇裝備原廠匿蹤砲塔，而玉山級船塢運輸艦和沱江級巡邏艦則裝備中科院自行設計的砲塔。

## 使用國家
比利時
- 道爾曼級巡防艦（英语：Karel Doorman class frigate）

加拿大
- 易洛魁級驅逐艦

厄瓜多
- Quito級飛彈快艇（英语：Quito class missile boat）

丹麥
- 飛魚級巡防艦（英语：Flyvefisken class patrol vessel）
- 提泰斯級巡防艦（英语：Thetis class ocean patrol vessel）

法國
- 阿基坦級巡防艦
- 佛賓級驅逐艦
- 追風級護衛艦

德國
- 不來梅級巡防艦（英语：Bremen class frigate）
- 布蘭登堡級巡防艦
- 薩克森級巡防艦
- 布伦瑞克級護衛艦
- 豹級攻擊艇（英语：Gepard class fast attack craft）

希臘
- 埃利級巡防艦

義大利
- 加富爾號航空母艦
- Wadi M'ragh級護衛艦（英语：Wadi M'ragh class corvettes）
- 卡洛·伯伽米尼級巡防艦
- 安德烈亞·多里亞級驅逐艦
- 司令級巡邏艦

 阿联酋
- 亞斯級巡防艦

伊朗
- Alvand級巡防艦（英语：Alvand class frigate）

愛爾蘭
- Niamh巡邏艇（英语：LÉ Niamh (P52)）

以色列
- 薩爾3級飛彈快艇（英语：Saar 3 class missile boat）
- 薩爾4級飛彈快艇（英语：Saar 4 class missile boat）
- 薩爾4.5級飛彈快艇（英语：Saar 4.5 class missile boat）
- 薩爾5型護衛艦
- 薩爾6型護衛艦

日本
- 初雪型護衛艦
- 朝霧型護衛艦
- 村雨型護衛艦
- 石狩號護衛艦
- 夕張級護衛艦
- 阿武隈級護衛艦
- 隼級飛彈快艇

大韓民國
- 蔚山級巡防艦
- 浦項級輕型護衛艦
- 尹永夏級飛彈艇
- PKM-R巡邏艇

 印度尼西亞
- 拉登·艾迪·瑪爾塔迪納塔級巡防艦

馬來西亞
- 上將級護衛艦（英语：Laksamana class corvette）

 緬甸
- 江喜陀級巡防艦
- 雍籍牙級巡防艦（英语：Aung Zeya-class frigate）

荷蘭
- 道爾曼級巡防艦（英语：Karel Doorman class frigate）
- 荷蘭級巡邏艦

挪威
- 南森級巡防艦
- 盾牌級飛彈快艇

秘魯
- PR-72P級護衛艦（英语：PR-72P class corvette）

菲律賓
- 哈辛托級巡邏艇（英语：Jacinto class corvette）
- 葛雷戈里奧·德爾·皮拉爾級巡防艦
- 何塞·黎剎級巡防艦

 新加坡
- 可畏級巡防艦
- 胜利级导弹护卫舰
- 無畏級巡邏艦（英语：Fearless-class patrol vessel）
- 獨立級近海任務艦[2]

南非
- 勇敢級巡防艦

中華民國
- 陽字號驅逐艦，已退役
- 龍江級巡邏艇，已退役
- 成功級巡防艦
- 康定級巡防艦
- 輕型巡防艦
- 錦江級巡邏艦，逐步退役中
- 沱江級巡邏艦
- 玉山級船塢運輸艦

泰國
- Pattani級巡邏艇（英语：HTMS Pattani）
- Ratanakosin級護衛艦（英语：Ratanakosin-class corvette）
- Ratcharit級飛彈快艇（英语：Ratcharit-class missile boat）
- Chuburi級巡邏艇（英语：Chamsuri-class patrol boat）
- Tapi級護衛艦（英语：Tapi-class corvette）
- Khamronsin級護衛艦（英语：Khamronsin-class corvette）
- 蒲美蓬·阿杜德級巡防艦

土耳其
- Doğan級攻擊艇（英语：Doğan class）
- Kılıç級攻擊艇（英语：Kılıç class）
- Kılıç-II級攻擊艇（英语：Kılıç class）
- Yıldız級攻擊艇（英语：Yıldız class）

英國
- 孔雀級巡邏艦，已退役及轉售愛爾蘭和菲律賓。

美國
- 派里級巡防艦，已退役
- 飛馬級高速巡邏艇（英语：Pegasus-class hydrofoil），已退役
- 漢密爾頓級巡邏艦 (USCG)，已退役
- 聲望級巡邏艦 (USCG)

印度
- 维沙卡帕特南级驱逐舰
- 加爾各答級驅逐艦
- 布拉馬普特拉級巡防艦
- 什瓦利克級巡防艦
- 科拉級護衛艦（英语：Kora-class corvette）
- 格莫爾達級護衛艦
- 尼爾吉里級巡防艦
- 維克蘭特號

## 圖集

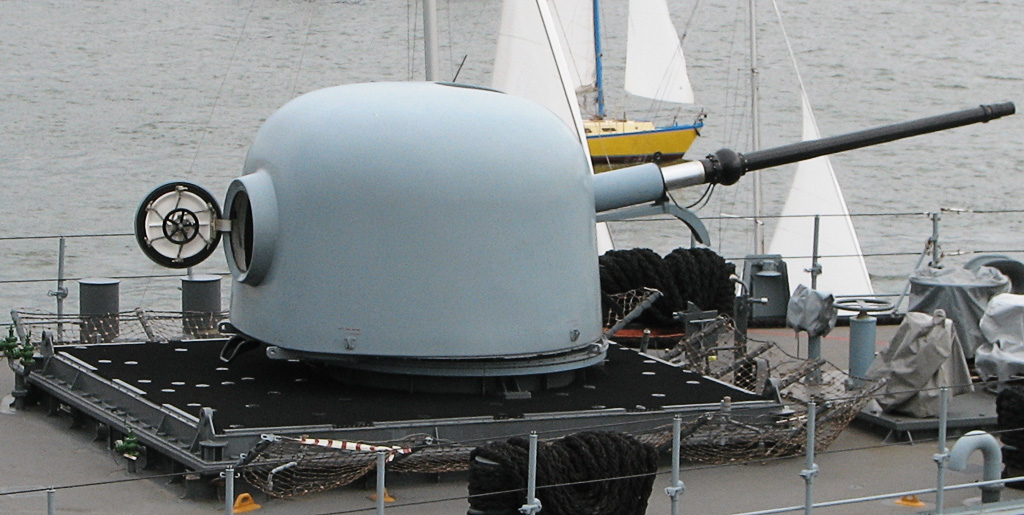
使用奧托梅萊拉原廠常規炮塔的76公釐艦炮

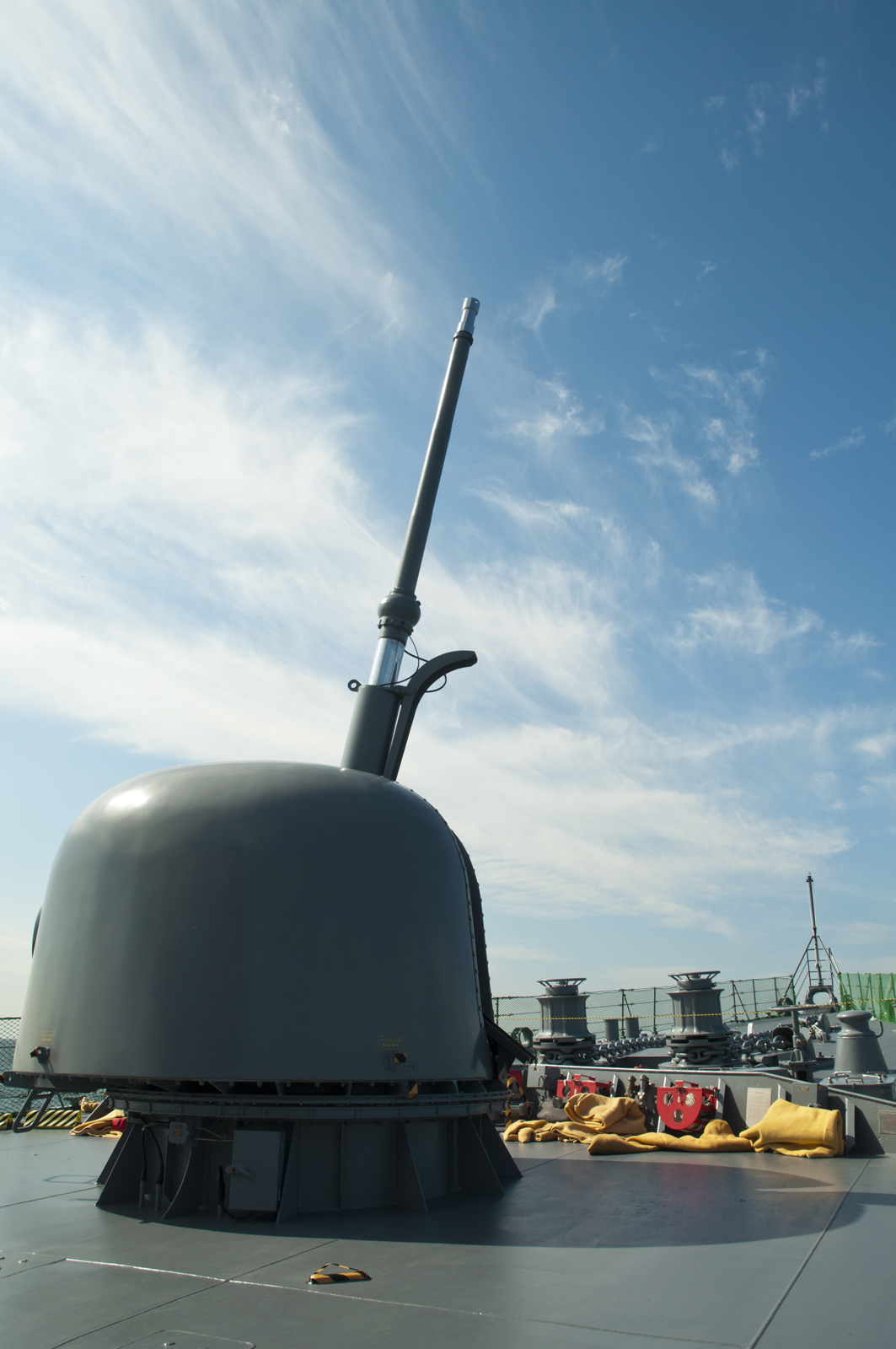
炮口升到最高仰角85度的奧托梅萊拉76公釐艦炮

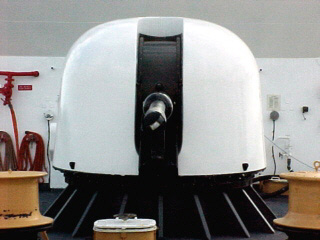
奧托梅萊拉76公釐艦炮前側

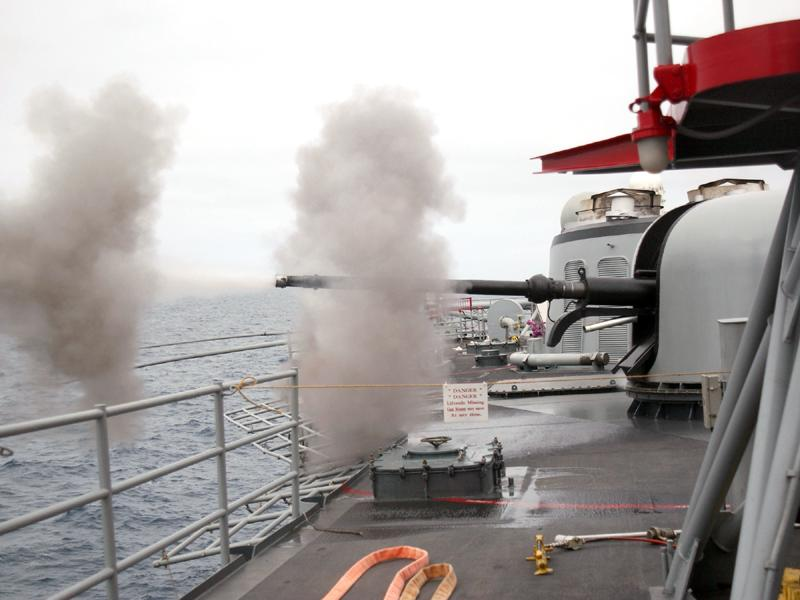
奧托梅萊拉76公釐艦炮發射炮彈

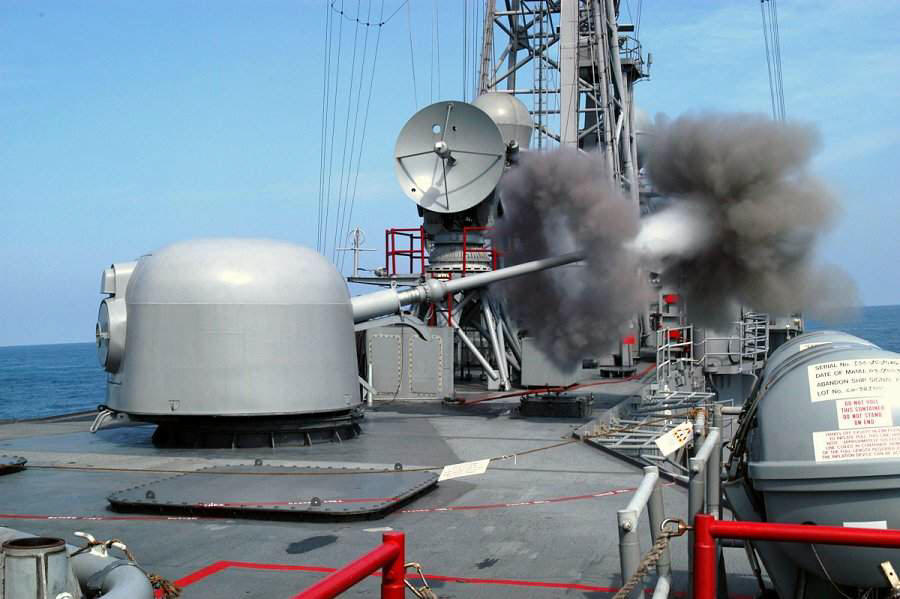
奧托梅萊拉76公釐艦炮發射炮彈

## 比較
|                   | 先進火砲系統                                       | H/PJ-45  | A-192M             | Mk45 Mod 4 | 127mm/54C                             | Mk8 Mod 1  | Mle.68                                | 76mm 緊湊型/超快型          | Mk110                   |
| ----------------- | -------------------------------------------------- | -------- | ------------------ | ---------- | ------------------------------------- | ---------- | ------------------------------------- | --------------------------- | ----------------------- |
| 砲管數            | 單管裝                                             | 單管裝   | 單管裝             | 單管裝     | 單管裝                                | 單管裝     | 單管裝                                | 單管裝                      | 單管裝                  |
| 口徑（公釐）      | 155                                                | 130      | 130                | 127        | 127                                   | 113        | 100                                   | 76                          | 57                      |
| 砲管倍徑          | 62                                                 | 70       | 70                 | 62         | 54                                    | 55         | 55                                    | 62                          | 70                      |
| 重量              | 106 t                                              | 32.388 t | 24 t               | 28.924 t   | 37.5 t                                | 26.4 t     | 22 t                                  | 12 t                        | 7.5 t                   |
| 操作員數          | 全自動                                             | 未知     | 5名以下            | 6名        | 2-8名                                 | 裝填手2名  | 無人                                  | 裝填手3名                   | 全自動                  |
| 仰俯範囲          | +70°/ -5°                                          | 未知     | +80°/ -15°         | +65°/ -15° | +83°/ -15°                            | +55°/ -10° | +29°                                  | +85°/ -15°                  | +77°/ -10°              |
| 迴旋範圍          | 全周                                               | 未知     | 340°               | 340°       | 330°                                  | 340°       | 340°                                  | 全周                        | 全周                    |
| 射擊速度（發/分） | 10                                                 | 40       | 30                 | 16-20      | 45                                    | 25         | 78                                    | 80-100 (緊湊型) 120(超快型) | 220                     |
| 冷却方式          | 水冷                                               | 水冷     | 水冷               | 氣冷       | 水冷                                  | 氣冷       | 水冷                                  | 水冷                        | 水冷                    |
| 最大射程（公尺）  | 118,000，使用Long Range Land Attack Projectile砲彈 | 29,500   | 23,000，對空18,000 | 37,000     | 23,000 有效射程—對海15,000、對空7,000 | 21,950     | 17,000 有效射程—對海12,000、對空6,000 | 18,400                      | 21,000，使用HCER-BB砲彈 |